# Institutio Oratoria

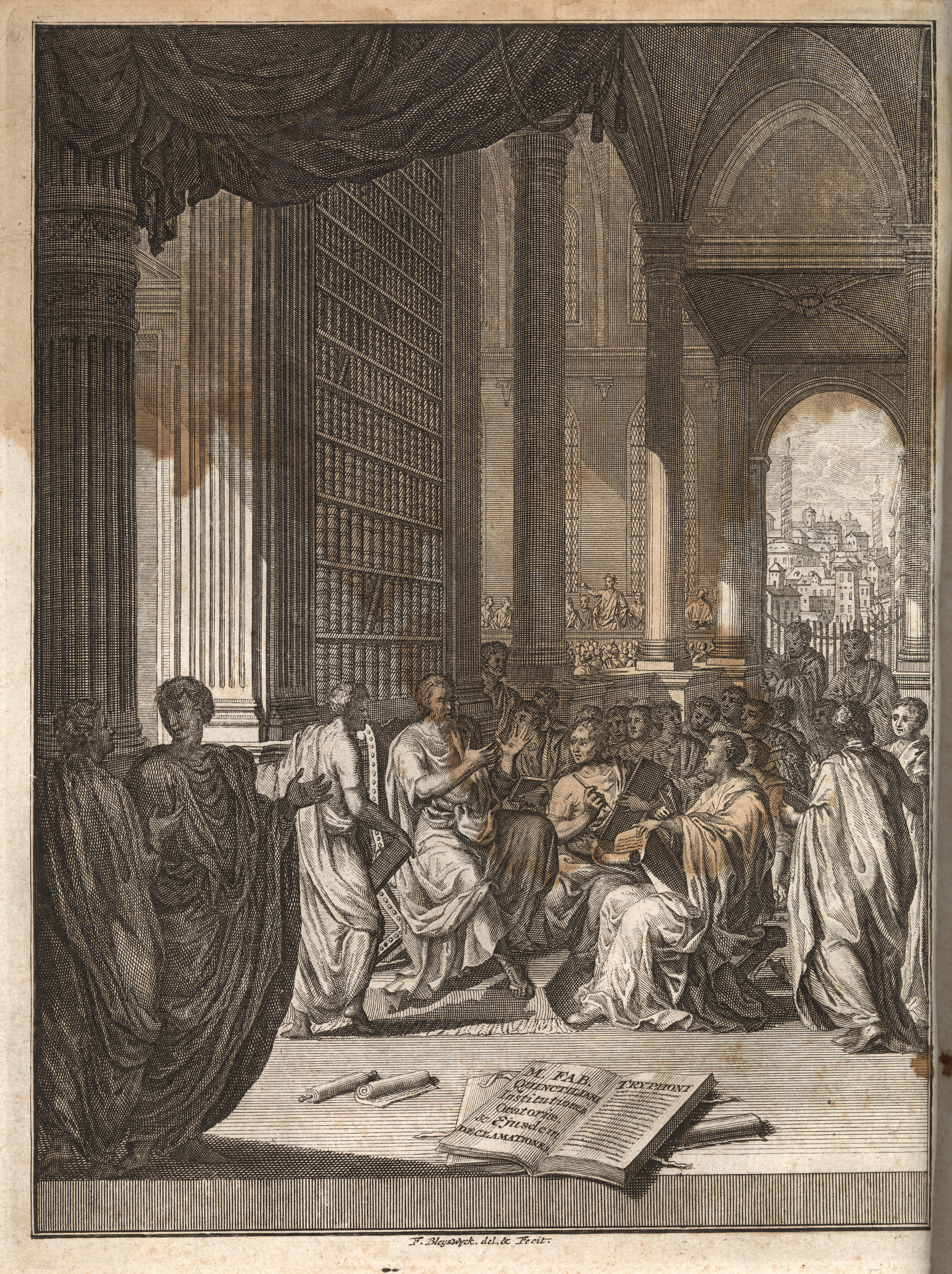
Frontespis på en utgåva av Institutio Oratoria från 1720, som visar Quintilianus undervisa i retorik

Institutio Oratoria är en tolv volymer lång lärobok i retorikens teori och praktik, författad av den romerske retorikern Quintilianus och färdigställd omkring år 95. En avsevärd del av detta arbete berör naturligtvis retorikens tekniska aspekter, men verket behandlar även själva oratorns grundläggande utbildning och utveckling. Framför allt är det Cicero som Quintilianus framhåller som exempel på en mönstergill författare och orator.
Mycket går att uttyda av Quintilianus uttryckssätt och ämnesval. Att han residerar i aristokratins Rom framgår tydligt av den tillgivenhet han skänker det storstadsmässiga (urbanitas) och den ringaktning han visar det bondska (rusticitas). Att han arbetar som advokat i ett allt mer odemokratiskt romarrike förklarar den stora vikt han lägger vid retorikens juridiska genre, genus judiciale, och det ringa fokus han fäster vid retorikens politiska genre, genus deliberativum. Den politiska arenan stod låst för gemene man, men däremot fanns det värde i att lära sig anklaga respektive försvara i rättegångsmål.
Quintilianus mest slående poäng beträffande den blivande oratorn är att denne framför allt bör utbildas i moral. Endast en god man (en så kallad vir bonus) kan bli talare. Detta var förmodligen en reaktion på de korrupta och utsvävande tider i vilka Quintilianus levde: talarens minskade roll kan han ha tillskrivit den allmänna moralens förfall. Endast en rättskaffens man, fri från olater, kunde koncentrera sig på vältalighetens fordrande studier.
Institutio Oratoria gör inte anspråk på originalitet; Quintilianus hämtade från flera källor för att sammanställa sitt arbete. Denna eklekticism hindrade honom också från att strikt ansluta sig till någon särskild tankeskola i ämnet, även om Cicero sticker ut bland källorna och är den som figurerar allra mest. Quintilianus avvisade korta, enkla listor över regler – tydligen ansåg han att retorikens studie och konst inte kunde fattas så kort. Detta kan förklara längden på Institutio Oratoria, som består av tolv böcker. Institutio Oratoria står som ett av de främsta verken inom retoriken.
Quintilianus organiserar retorikens utövande i fem föreskrifter: inventio (upptäckt av argument), dispositio (uppläggning av argument), elocutio (uttryck eller stil), memoria (memorering) och pronuntiatio (framförande). För varje föreskrift, i synnerhet de tre första, ger han en grundlig redogörelse av alla de element som måste beaktas och bemästras när man utvecklar och presenterar argument. Den uttömmande redogörelsen återspeglar hans långa erfarenhet som orator och lärare, och på många sätt kan arbetet ses som den grekiska och romerska retorikens kulmination.